# VisCorp
A VisCorp (más írásmóddal: VIScorp, teljes nevén: Visual Information Services Corp.) egy amerikai hardverfejlesztő cég volt, mely elsősorban azáltal vált ismertté, hogy potenciális érdeklődő volt az Amiga technológiákra az Escom 1996-os csődje folyamán.

## Cégtörténet
Az akkoriban chicagói központú cég 1990-től kezdődően az Amigák chipsetjén alapuló set-top boxot fejlesztett "Universal Internet Television Interface" (UITI) néven. Olcsó, internetezésre is alkalmas eszközt, egyfajta interaktív Web TV-t terveztek, mely olcsóbb PC-s és Mac-es riválisainál. Részletes specifikációja nem ismert, kiadását 1996 negyedik negyedévében tervezték. Interneteléréssel, web-, telefon-, fax-, e-mail-képességekkel harangozták be.
1995-től egy másik "internetes számítógépet" is fejlesztettek, melynek "The Amiga ED" volt a neve (ED, mint Electronic Device). Ez az UITI-nél fejlettebb kiépítésű és képességű lett volna multimédiás képességekkel, TV-képernyőre történő számkijelzéssel, telefon menedzsmenttel, névjegy-adatbázissal és szintén internet-eléréssel, fax-szal, e-maillel. Banki szolgáltatásokhoz bankkártya-olvasót is terveztek beépíteni, valamint real-time multiplayeres videójátékok futtathatósága is tervben volt. Specifikációjáról szintén keveset tudunk, állítólagosan Motorola 68020 CPU, 2MB chipram, 4MB fastram és cserélhető kommunikációs modul (ISDN, Ethernet, kábel) jellemezte, a célár pedig 300$ körül lett volna.
A VisCorp volt az első cég, melynek tudomására jutott az Escom nehéz pénzügyi helyzete. Ennek nyomán elhatározták, hogy kivásárolják az Amiga-technológiát az Escomtól (leányvállalatát, az Amiga Technologies GmbH-t tervezték felvásárolni). A tranzakció közben az Escom csődbe ment, ami lelassította az egyeztetéseket. Végül a VisCorp elállt az üzlettől, a bizonytalan hátterű technológiát és a fejlesztéseket feladva operatív igazgatóságot, profilt, székhelyet és nevet váltott. Kaliforniában folytatták U.S. Digital (USDI) néven, egészen 2000 közepéig.

## Cégvezetés
- Roger Remillard, alapító
- Jerome Greenberg, elnök
- William 'Bill' Buck, vezérigazgató (CEO)
- Raquel Velasco, vezérigazgató-helyettes (COO)
- Carl Sassenrath, vezető szoftvertervező, szoftverigazgató
- Jason Compton, kommunikációs vezető[9]